# District de Narowal
Le district de Narowal est une subdivision administrative du nord de la province du Pendjab au Pakistan. C'est une zone stratégique de par sa proximité avec l'Inde et la région contestée du Cachemire. Constitué autour de sa capitale Narowal, le district est entouré par l’État indien de Jammu-et-Cachemire au nord, l’État indien du Pendjab à l'est et au sud, le district de Sheikhupura au sud-ouest, et enfin le district de Sialkot à l'ouest.
Créé en 1991 en se séparant du district de Sialkot, le district est situé dans le nord relativement industriel et urbanisé du Pendjab. La population locale de 1,7 million d'habitants en 2017 est pourtant très largement rurale et vit surtout de l'agriculture. Le district est un fief politique de la Ligue musulmane du Pakistan.

## Histoire
La région de Narowal a été sous la domination de diverses puissances au cours de l'histoire, notamment le Sultanat de Delhi puis l'Empire moghol. Elle a ensuite été prise par l'Empire sikh en 1818, puis en 1848, elle est conquise par le Raj britannique. La ville de Narowal est alors incluse dans le district de Sialkot. En 1947, peu après l'indépendance, Narowal devient capitale d'un nouveau tehsil portant son nom et le tehsil de Shakargarh rejoint le Pakistan et étant intégré au district de Sialkot, quittant ainsi le district indien de Gurdaspur. Enfin, en 1991, les deux tehsils sont séparés de Sialkot afin de créer un nouveau district.
Lors de l'indépendance vis-à-vis de l'Inde en 1947, la population majoritairement musulmane soutient la création du Pakistan. De nombreuses minorités hindoues et sikhes quittent alors la région pour rejoindre l'Inde, tandis que des migrants musulmans venus d'Inde s'y installent.

## Géographie et climat

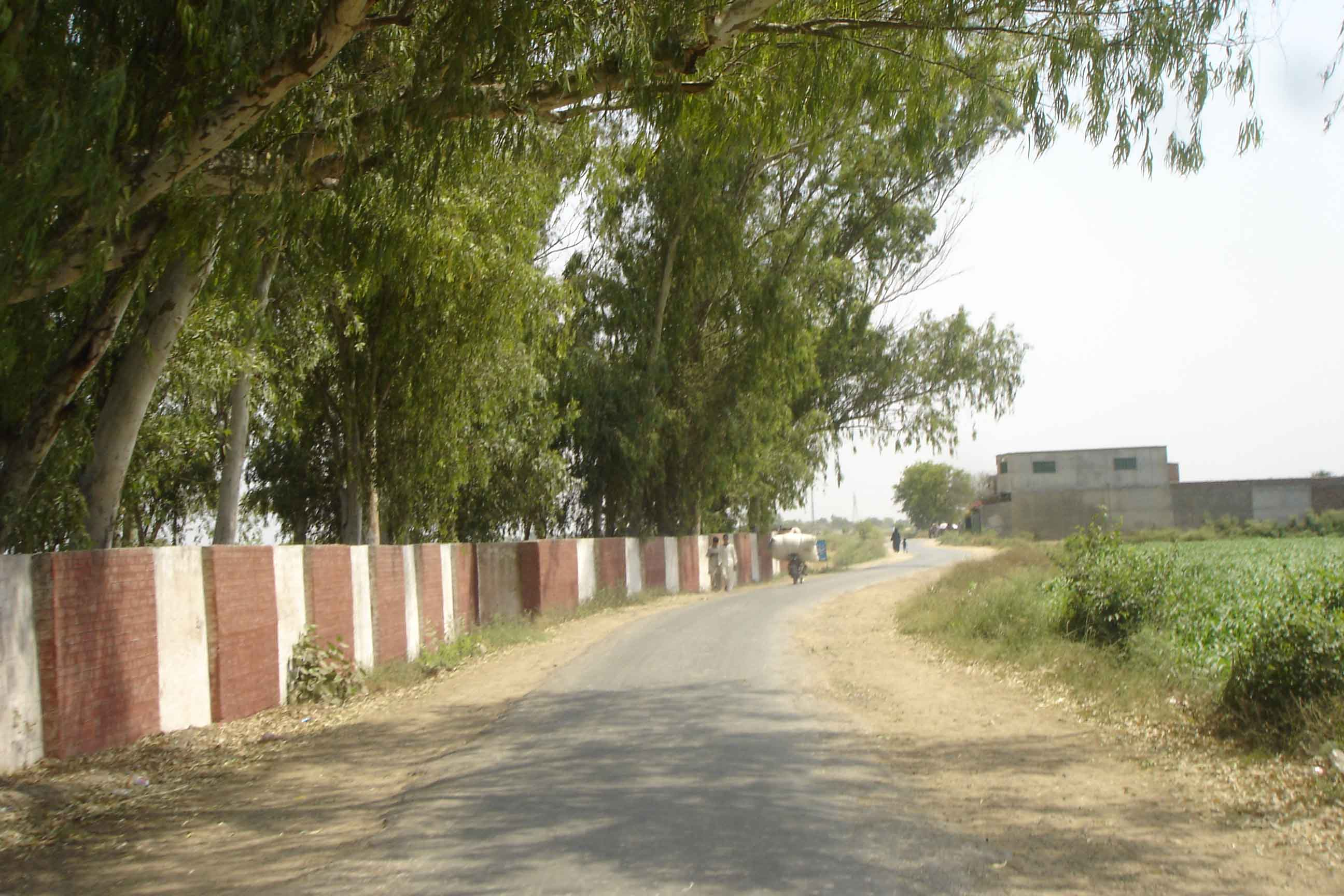
Route située dans le district.

Le district de Narowal est principalement constitué de plaines, au pied des reliefs de l'Himalaya. Au sud-est, la rivière Ravi borde le district à la frontière avec l'Inde. Les terres sont fertiles et irriguées grâce à un système de canaux hérité de l'époque coloniale. Le climat du district est semi-aride, avec un hiver doux et un été particulièrement chaud, et dure d'avril à octobre avec des températures moyennes maximales montant à 40 °C. Le temps est surtout sec, à l'exception de la saison des pluies entre juillet et août.

## Démographie
Lors du recensement de 1998, la population du district a été évaluée à 1 265 097 personnes, dont environ 12 % d'urbains, contre 33 % au niveau national. Le taux d'alphabétisation était de 53 % environ, contre 44 % pour la moyenne nationale. Il se situait à 66 % pour les hommes et 40 % pour les femmes, soit un différentiel de 26 points contre 23 en moyenne pour le pays.
Le recensement suivant mené en 2017 pointe une population de 1 709 757 habitants, soit une croissance annuelle de 1,59 %, largement inférieure aux moyennes provinciale et nationale de 2,13 % et 2,4 % respectivement. Le taux d'urbanisation augmente lui à 17 %.
La population du district parle principalement le pendjabi, la langue provinciale. Le district compte quelques minorités religieuses : 3 % d'hindous, 2 % de chrétiens et 0,3 % de sikhs, en 1998.

## Administration

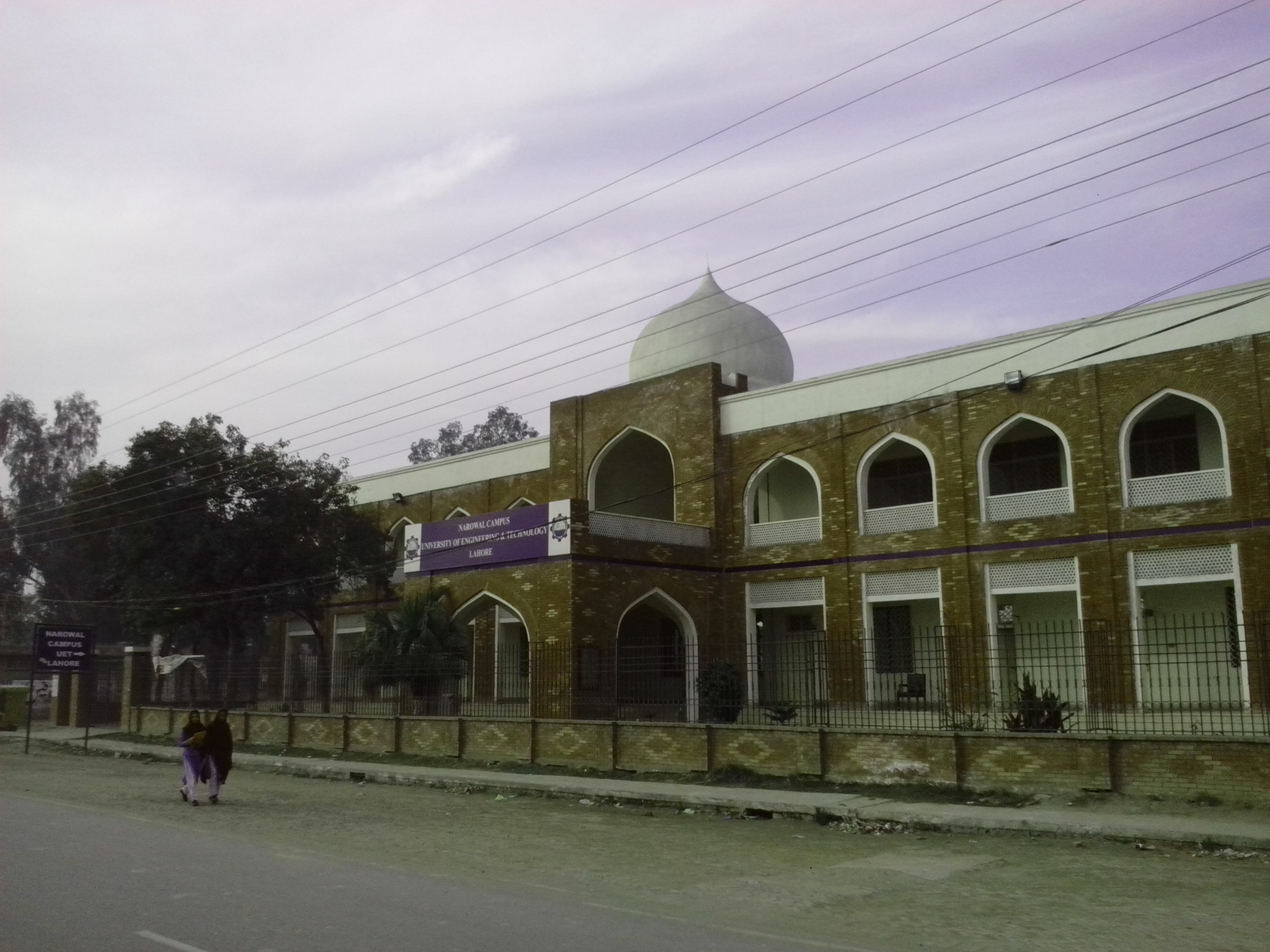
Campus de l'Université de technologie de Lahore à Narowal.

Le district est divisé en trois tehsils, Narowal, Shakargarh et Zafarwal, ainsi que 74 Union Councils et 1 250 villages. Le tehsil de Zafarwal a été créé le 1er juillet 2009 à la suite d'un décret du gouvernement provincial du Pendjab.
| Tehsil     | Population (rec. 2017) |
| ---------- | ---------------------- |
| Narowal    | 596 565                |
| Shakargarh | 674 223                |
| Zafarwal   | 438 969                |

Seulement trois villes dépassent les 30 000 habitants : Narowal, Shakargarh et Zafarwal d'après le recensement de 2017. La plus importante est la capitale Narowal, qui regroupe à elle seule près de 6 % de la population totale du district et 40 % de la population urbaine. Ces trois villes réunies regroupent quant-à elles près de 13 % de la population du district et plus de 87 % de la population urbaine, selon le recensement de 2017.
| Ville      | Population (rec. 2017) |
| ---------- | ---------------------- |
| Narowal    | 103 067                |
| Shakargarh | 82 294                 |
| Zafarwal   | 39 251                 |

## Politique

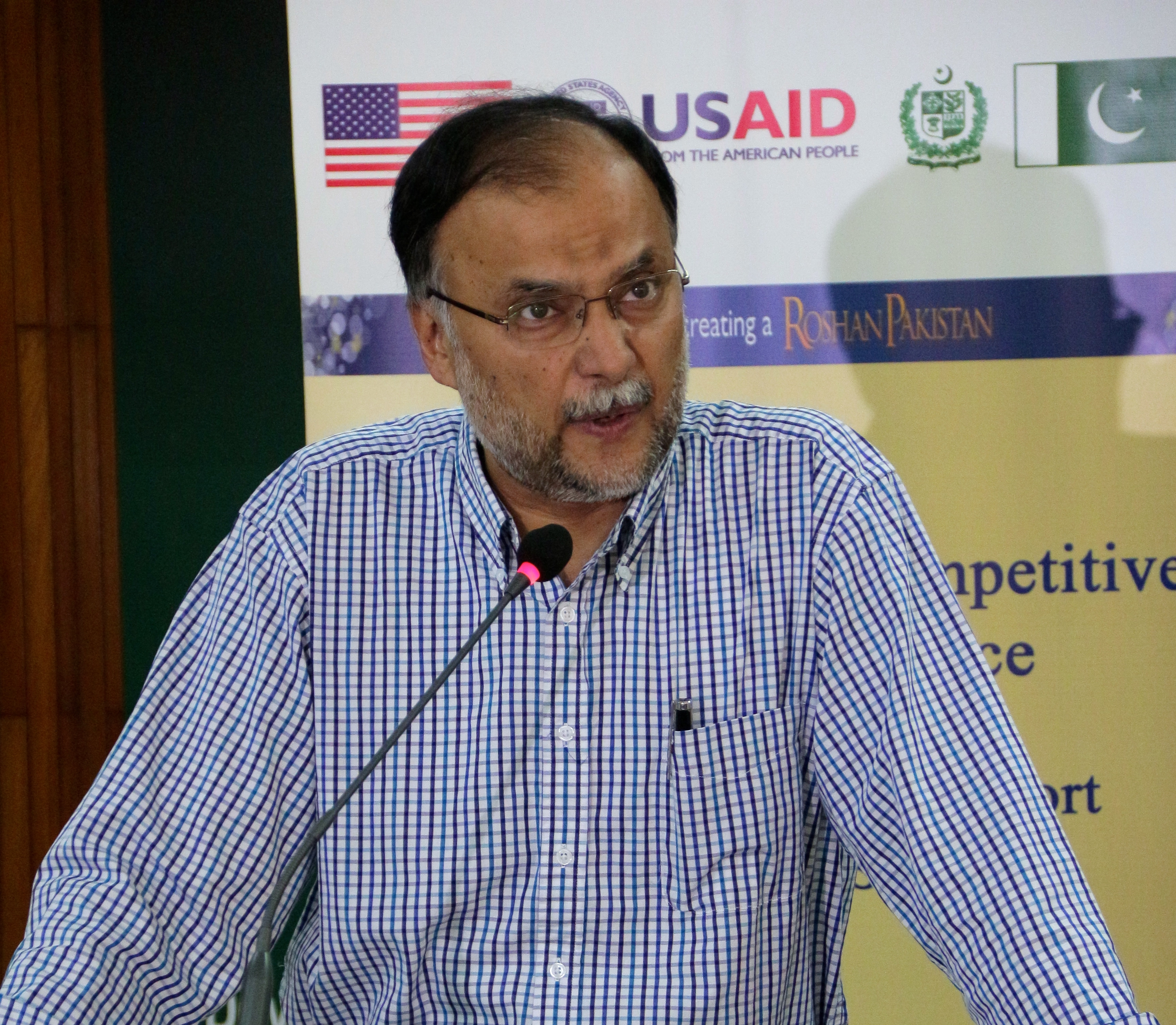
Ahsan Iqbal est élu du district.

Le district est représenté par les cinq circonscriptions no 132 à 136 à l'Assemblée provinciale du Pendjab. Lors des élections législatives de 2008, elles sont remportées par trois candidats de la Ligue musulmane du Pakistan (Q) et deux de la Ligue musulmane du Pakistan (N), et durant les élections législatives de 2013 elles ont toutes été remportées par des candidats de la Ligue musulmane du Pakistan (N). À l'Assemblée nationale, il est représenté par les trois circonscriptions no 115 à 117. Lors des élections de 2008, elles ont été remportées par deux candidats de la Ligue (N) et un indépendant, et durant les élections de 2013 elles sont toutes remportées par des candidats de la Ligue musulmane du Pakistan (N).
Avec le redécoupage électoral de 2018, Narowal est représenté par les deux circonscriptions no 77 et 78 à l'Assemblée nationale et par les six circonscriptions no 43 à 45 et 48 à 50 à l'Assemblée provinciale. Lors des élections de 2018, elles sont toutes remportées par des candidats de la Ligue (N), dont Ahsan Iqbal.
| Parti                                        | Voix (national) | %       | Élus nationaux | Élus provinciaux |
| -------------------------------------------- | --------------- | ------- | -------------- | ---------------- |
| Ligue musulmane du Pakistan (N)              | 266 612         | 48,73 % | 2              | 6                |
| Mouvement du Pakistan pour la justice        | 141 259         | 25,82 % | 0              | 0                |
| Tehreek-e-Labbaik Pakistan                   | 41 047          | 7,50 %  | 0              | 0                |
| Autres partis                                | 3 715           | 0,68 %  | 0              | 0                |
| Indépendants                                 | 94 474          | 17,27 % | 0              | 0                |
| Total exprimés (participation : 55 %)        | 547 107         | 100 %   | 2              | 6                |
| Source : Commission électorale du Pakistan,. |                 |         |                |                  |

## Personnalités du district
- Faiz Ahmed Faiz